# Мамут (пиеса)
„Мамут“ е пиеса, написана от Станислав Стратиев. Поставена е за първи път на сцената на Сатиричния театър, на 12 октомври 1990 г.

## Сюжет
В хола на панелен апартамент доцентът по езикознание Иван Антонов, съпругата му Марта – преподавателка по композиция в консерваторията, и синът им Божидар отпратили бабата на покрива, приемат важен гост. Ако остане доволен от вечерята, Тихов, готвач на високопоставено лице, ще уреди семейството на работа в чужбина. Изведнъж, в разгара на вечерта, върху стената се появява сянката на мамут. Според Божидар огромното животно, идващо от пещерните времена и от ледовете се явява там, където е извършено неразкрито престъпление. Постепенно сянката на мамута залива блока, квартала, града...